# Позначення артилерії Росії та СРСР
З 19 століття в Російській імперії, а з 1917 року в СРСР існували кілька різних систем позначень артилерійських систем. З 1970-х років в СРСР, а також дотепер в Російській Федерації та обмежено в інших пострадянських країнах артилерія разом з іншою військовою технікою позначається за допомогою індексів ГРАУ.

## Російська імперія
В Російській імперії (РІ) артилерія позначалась за принципом калібр призначення/тип різновид розробник рік.
- Калібр указувався в російській системі мір у дюймах (1 дм = 2,54 см) або лініях (1 лін. = 0,1 дм = 2,54 мм), рідше в міліметрах. Для гладкоствольних гармат 19 століття також застосовувались позначення за масою снарядів у фунтах (1 фн ≈ 0,41 кг) та пудах (1 пд ≈ 16,38 кг).
- Призначення гармати було необов'язковим і могло вказувати на особливості конструкції (легка, коротка, чавунна, вагою в … тощо) та/або тип гармати (берегова, гірська, польова тощо).
- Різновид гармати: гармата (рос. пушка), гаубиця, мортира абощо.
- Розробник: назва конструктора або виробника. Наприклад, «[гармата] системи Шнейдера» або просто «[гармата] Шнейдера».
- Ідентифікатор (рік): рік прийняття на озброєння в вигляді «зр. XXXX р.»  (рос. обр. XXXX г.) або «зразка XXXX року»  (рос. образца XXXX года). В разі, коли гармата зазнавала модернізації, додавався ще один
- рік: «зр. XXXX/YY р.»  (рос. обр. XXXX/YY г.).

Приклади гармат в цій системі позначень:
- 42-лінійна польова важка гармата зр. 1910 р. (рос. 42-линейная полевая тяжёлая пушка обр. 1910 г.).
- 11-дюймова облогова мортира зр. 1912 р. (рос. 11-дюймовая осадная мортира обр. 1912 г.).
- 3-дм зенітна гармата Лендера зр. 1914/15 р. (рос. 76-мм зенитная пушка Лендера обр. 1914/15 г.).

## СРСР

### 1920-ті
З переходом СРСР на метричну систему мір у середині 1920-х, радянська артилерія також отримала позначення калібру в міліметрах з округленням дробної частини (48 лін. = 121,92 мм ≈ 122 мм; 6 дм = 152,4 мм ≈ 152 мм). Також було поступово скасовано частину атрибутів у назвах та запроваджено нові, відповідні нововведеному ешелонуванню артилерії (полкова, дивізійна тощо). Приклади назв:
- 42-лінійна польова важка гармата зр. 1910 р. → 107-мм гармата зр. 1910 р.
- 76-мм полкова гармата зр. 1927 р. (рос. 76-мм полковая пушка обр. 1927 г.).

### 1930-ті
З розгортанням індустріалізації та збільшенням кількости виробників артилерії виникла потреба в уніфікації позначень. Для цього ввели буквено-числові позначення, де літера означала завод, а число — модельний номер. Наприклад, літера «М» в назві гаубиці М-30 позначала, що та була розроблена Мотовиліхинськими заводами. Ці індекси спочатку не використовувались в армії, лише для внутрішньої документації та звітності. 
1938 року Артилерійське управління РСЧА (АУ РСЧА) ввело власні індекси, що поширювались на гармати, боєприпаси та інше обладнання. Таким чином, гармата могла мати три позначення, наприклад: 122-мм гаубиця зразка 1938 року мала також заводський індекс М-30 та індекс АУ 52-Г-463.

### 1940-ві
1940 року АУ РСЧА було реорганізовано в ГАУ РСЧА. На початку 1941 року на фронт потрапляє установча серія гармат ЗІС-3, що не пройшли держвипробувань, а отже, й без офіційного ідентифікатора. Тому в документах вони позначаються як «76-мм дивізійна гармата ЗІС-3», а вже після прийняття на озброєння починають позначатись як «76-мм дивізійна гармата зр. 1942 р. (ЗІС-3)». Також у цей період назва з кількома роками починає застосовуватись із підписом «зр. XXXX/YY рр.» / «зразка XXXX/YY років» (рос. обр. XXXX гг. / образца XXXX/YY годов). Після того такий принцип позначення набув поширення, позначення індексу виробника часто почало писатись у дужках після армійської назви.
Приблизно з 1946 року ідентифікатор року більше не надавався, а заводський індекс став складовою повної назви.
Приклади назв у цих системах: 
- 122-мм гармата зр. 1931/37 рр. (А-19)
- 152-мм гаубиця зр. 1943 р. (Д-1)
- 85-мм дивізійна гармата Д-44

### 1950-ті
На початку 1950-х ешелонування артилерії зникає з офіційних назв гармат, з атрибутів лишились тільки «танкова», «протитанкова», «зенітна», «автоматична зенітна» та «гірська».
Наприкінці 1950-х, з реорганізацією індексів ГАУ до сучасного вигляду (як 2А18), з офіційних найменувань було прибрано індекс виробника. Для деяких гармат він залишився, а індекс ГАУ/ГРАУ записували в дужках. 
Приклади назв у цій системі:
- 152-мм гармата-гаубиця Д-20
- 122-мм гаубиця Д-30 (2А18)

### 1960-ті
19 листопада 1960 року ГАУ було реорганізовано в ГРАУ, відтак з'явився відомий донині індекс ГРАУ. Системи, що мали старіші позначення, не перейменовувались відповідно до нової системи.
Заводський індекс лишився тільки в ужитку самих виробників, а вже з 1967 року заводський індекс було замінено на кодове слово. Така практика вже існувала на початку 1930-х, до появи буквено-числового індексу. Але ці кодові слова були вживаними поза межами заводів: індекс ГРАУ або повна назва могли розкрити небажану інформацію шпигунам або військовим аташе, а звичайні слова — ні.
Приклади офіційних позначень: 
- 152-мм гаубиця 2А65
- 120-мм гармата 2Б16

### Індекси заводів
| Індекс | Завод                             | Місто       | Коментар | Приклад         |
| ------ | --------------------------------- | ----------- | -------- | --------------- |
| А      | Завод № 38                        | Тула        |          | А-19            |
| Б      | «Більшовик»                       | Ленінград   |          | БС-3, Б-4       |
| Бр     | Завод № 221 «Барикади»            | Сталінград  |          | Бр-2            |
| Д      | Завод № 9                         | Свердловськ |          | Д-1, Д-20, Д-30 |
| ЗІС    | Завод імені Сталіна               | Москва      |          | ЗІС-2, ЗІС-3    |
| К      | Завод № 8 ім. Калініна            | Підлипки    |          | 19-К, 52-К      |
| Л      | Кіровський завод                  | Ленінград   |          | Л-11            |
| М      | Мотовиліхинські заводи (Молотова) | Перм        |          | М-42, М-60      |
| МЛ     | Мотовиліхинські заводи (Молотова) | Перм        | МЛ-20    |                 |
| С      | ЦАКБ                              |             |          | БС-3, С-23      |
| Т      | Завод № 75                        | Юрга        |          | Т-12            |
| У      | УЗТМ                              | Свердловськ |          |                 |
| Ф      | Завод № 92                        | Горький     |          | Ф-22            |